# Kayla Day
Kayla Day (født 28. september 1999 i Santa Barbara, Californien, USA) er en professionel tennisspiller fra USA.